# Іван Сила на прізвисько «Кротон»
«Іван Сила на прізвисько "Кротон"» — повна, авторська та неспотворена цензурою версія авантюрно-пригодницького роману закарпатського письменника Антона Копинця, написаного ним 1969 року. Письменник був близьким другом Івана Сили (справжнє прізвище атлета Фірцак), проводив з ним багато часу, записуючи думки та коментарі, які видав через два роки після смерті богатиря. Надрукований у 1972 році варіант роману значно коротший за рукопис.
Лише в 2012 році рукопис роману повернувся в родину нащадків письменника Антона Копинця, і зараз читач матиме можливість ознайомитися з повною версією життєпису славетного атлета. Книга вийшла друком у 2014 році у видавництві мистецької агенції «Наш Формат». Роман щедро проілюстровано фотографіями із життя як самого Івана Фірцака, так і Антона Копинця. Автор обкладинки книги — відомий український плакатист та художник Андрій Єрмоленко.

## Сюжет
Головною сюжетною лінією роману є колоритна біографія найсильнішої людини у світі 1928 року — двадцятирічного Івана Фірцака — вихідця із закарпатського села Білки, що поїхав у пошуках кращого життя до Чехословаччинни, де своїми перемогами у бійцівських турнірах швидко здобув славу фантастичного силача та непереможного спортсмена.
Згодом Іван долучився до празького цирку та гастролював із карколомними трюками у країнах Європи та США. В афішах же спортсмен значився як «Іван Сила Кротон». Під цирковим іменем «Кротон» Іван Сила вразив своїми надзвичайними атлетичними здібностями глядачів 64 країн світу, подолав у двобоях найсильніших людей трьох континентів та був визнаний наймогутнішою людиною планети. На очах у захопленої публіки силач розривав залізні ланцюги, жонглював гирями, згинав цвяхи «сердечками», а коли у 1928 році його визнали найсильнішою людиною світу, на піку слави, кинув усе і повернувся на батьківщину, аби доживати віку на рідній землі. До самої смерті в 1970 році Іван Фірцак мав славу народного кумира. Проте радянська влада не зробила жодних кроків до його офіційної популяризації, зводячи життя цієї постаті до рівня чудернацьких силових трюків, другорядності, сфери розваг та анекдотів.
Роман «Іван Сила на прізвисько „Кротон“» можна із певністю зарахувати до найкращих зразків пригодницького або й навіть авантюрного роману за всю історію української літератури і поставити в ряд із «Містом» Валер'яна Підмогильного, «Пригодами Мак-Лейстона, Гаррі Уперта та інших» Майка Йогансена та іншими вагомими зразками українських пригодницьких творів.
Цей роман буде цікавим і для любителів й дослідників етнографії, історії, географії через те, що мова самого твору надзвичайно багата та колоритна, наповнена екзотичними закарпатськими діалектами та чи не вперше в українській літературі враженнями від урбаністичності та індустріалізації великих міст Європи та США 1920—1930 років очима українця.

## Головні «фішки» книги
- Цікавим фактом є той, що Іван Сила приїхавши в Чехословаччину у пошуках кращого життя, став абсолютним чемпіоном з важкої атлетики Чехословаччини — підняв понад 150 кілограмів і отримав золоту медаль.
- Ще декількома «цікавинками» роману є виконання Іваном Силою екстремальних циркових трюків: «Груди замість ковадла» — камінну брилу трощили молотом на його грудях; «Зуби мамонта» — Іван Сила забивав руками 20-сантиметрові цвяхи у дошку, які кілька осіб не могли її відірвати або ж «Залізне серце» — Іван Сила клав триметрову металеву рейку клав на плече, четверо асистентів звішувалися на неї, пробуючи її зігнути.
- Коли Іван Сила був на циркових гастролях в США, то виконав гостросюжетний трюк: ліг на землю й легкове авто переїхало через його тіло, абсолютно не травмувавши спортсмена. Фото того трюку стало сенсацією в тогочасних американських газетах.
- Після гастролей «Герцфертов-цирку» в Лондоні королева Британії, запросила гостей показати програму у п'ятитисячному залі цирку Тауер, де Іван Сила тягнув за собою вантажівку, наповнену людьми.
- Після виступу відбувся імпровізаний поєдинок, де Іван Сила переміг професійного британського боксера Джона Джексона. Хоча до того український спортсмен ніколи не займався боксом.
- В Іспанії Іван брав участь у кориді, під час якої вбив бика, вирвавши йому роги. Ще одним із приємних бонусів нашого видання є ілюстрація для обкладинки книги, яку намалював відомий український художник Андрій Єрмоленко та те, що у книзі використані раритетні світлини з архівів родин Фірцаків, Іщуків, Копинець, і Дегтярьових.